# Le Buret

Le Buret este o comună în departamentul Mayenne, Franța. În 2009 avea o populație de 314 de locuitori.